# Iuri Dolgușin
Iuri Alexandrovici Dolgușin (în rusă: Юрий Александрович Долгушин, n. 6/18 noiembrie 1896, Gubernia Kutaisi⁠(d), viceregatul Caucazului⁠(d), Imperiul Rus – d. 28 martie 1989, Moscova, RSFS Rusă, URSS) a fost un scriitor de literatură științifico-fantastică, jurnalist și inginer sovietic. Este cel mai cunoscut pentru romanul său Generatorul de minuni.

## Biografie
S-a născut în satul Kvirili (acum orașul Zestafoni) lângă Kutaisi. A absolvit gimnaziul 6 din Tbilisi. În 1915 a intrat la Școala Tehnică Superioară din Moscova, dar a fost înrolat în armată și trimis într-un regiment de rezervă la școala de ofițeri. În 1919-1920 a lucrat în Transcaucazia ca geodez. A fost membru al „Atelierului poeților” din Tbilisi și a participat la lucrările asociației Fantastic Dovchini (Фантастический кабачок). În 1921 s-a întors la Moscova și și-a continuat educația. A colaborat la ziarelor Izvestia și Trud (Труд).
La sfârșitul anilor 1920, Dolgușin a devenit membru al consiliului de redacție al revistei Znanie - Sila (Знание — сила, ZS), a publicat mai multe lucrări științifico-fantastice, povestirea Misterul invizibilității și romanul Generatorul de minuni, publicat în Tehnica - Revista pentru tineret (Техника — молодёжи, Tehnika molodioji, TM). Romanul, publicat înainte de al doilea război mondial, a avut un mare succes și a marcat o etapă importantă în dezvoltarea literaturii științifico-fantastice sovietice.
Romanul Generatorul de minuni prezintă invențiile cibernetice ale profesorului fictiv Ridan care se bazează pe razele mitogenetice descoperite de savantul real sovietic Alexander Gurwitsch (Gurvici).
În anii 1930, Dolgușin a participat la crearea primului platou de televiziune sovietic. În primul an al celui de-al doilea război mondial, s-a alăturat miliției populare (luptător al diviziei 4 Kuibișev), apoi a fost operator radio al Batalionului 859 al Diviziei 110 Infanterie, unde a fost rănit. A fost lăsat la vatră în 1943. După recuperare, a început să scrie proză militară și a lucrat într-un institut de cercetare în domeniul apărării. A devenit membru al Uniunii Scriitorilor din URSS din 1953. 
În 1959 a lansat o versiune revizuită a romanului Generatorul de minuni - „Генератор чудес”, denumit simplu GM, în rusă ГЧ. Dolgușin (după cum afirmă în cuvântul său introductiv al romanului revizuit „ Din partea autorului”) a renunțat la ideea de a prelucra romanul în așa fel încât să corespundă pe deplin celor mai înaintate probleme ale contemporaneității. El s-a limitat la „precizarea și lărgirea vechilor idei cuprinse în roman, care înainte păreau pe deplin fantastice”, unele locuri neclare din prima ediție au fost înlăturate; eroii sunt conturați mult mai bine, conflictul este mai bine închegat, dar antagoniștii au rămas descriși schematic și puțin convingători.

## Premii
- Certificat de onoare al prezidiului sovietului suprem al RSFSR (Почётная грамота Президиума Верховного Совета РСФСР, 1966)

## Lucrări scrise
- Лучи жизни (1938) fragment din romanul din 1939
- Генератор чудес (1939) roman
  - ГЧ (1959) ed. a II-a revizuită
  - ro.: Generatorul de minuni (1961)
- Тайна невидимки (1945) nuveletă[7][8]